# Rikiya Kawamae
Rikiya Kawamae (Kagawa, 20 augustus 1971) is een voormalig Japans voetballer.

## Carrière
Rikiya Kawamae speelde tussen 1990 en 2006 voor Cerezo Osaka, Sagan Tosu, Mito HollyHock en ALO's Hokuriku.